# Zdzisław Noworol
Zdzisław Noworol (ur. 7 lipca 1961 we Wrocławiu, zm. 2014 w Göteborgu) – polski wokalista i basista blues-rockowy.

## Kariera muzyczna
Wywodził się z wrocławskiego środowiska muzycznego i był związany z zespołami: Happy Grass, Easy Rider i Solid Body. Inicjator powstania Klubu Bluesowego, zorganizowanego przy klubie studenckim Index i od 4 stycznia 1983 roku członek Polskiego Stowarzyszenia Jazzowego (PSJ). W drugiej połowie lat 80. wyemigrował do Szwecji, gdzie m.in. śpiewał bluesa na ulicach Göteborga, akompaniując sobie na gitarze. Tam też przedwcześnie zmarł.